# Международен наказателен трибунал за Руанда
Международният наказателен трибунал за Руанда (на френски: Tribunal pénal international pour le Rwanda; на английски: International criminal Tribunal for Rwanda) е международен съд, създаден на 8 ноември 1994 година по силата на Резолюция 955  на Съвета за сигурност на ООН, който има за цел да преследва лицата отговорни за извършването на геноцид или други сериозни нарушения на международното хуманитарно право на територията на Руанда или същите престъпления, извършени от гражданите на Руанда, но на територията на съседните и страни, в периода 1 януари 1994 година до 31 декември 1994 година. Съгласно Резолюция 977. на Съвета за сигурност седалището на Трибунала е в Аруша, Танзания, а Апелативният състав заседава в Хага, Холандия.
От създаването си през 1994 година Трибуналът е подвел под отговорност 93 лица, за които се смята, че са отговорни за сериозни нарушения на международното хуманитарно право. Между тях попадат бивши военни, които са заемали високи постове, политици, служители в държавната администрация, членове на религиозни групи, журналисти и др.
На 20 декември 2012 година Трибуналът постановява последната си присъда, тъй като поредица от резолюции на Съвета за сигурност на ООН предвиждат да изпълни делегираните му функции в определени времеви интервали – всички разследвания, които провежда да бъдат приключени до 2004 година, всички присъди по делата да бъдат постановени до 2008 година. Към днешна дата съдебната работа на Международния Трибунал е съсредоточена върху процедурата за обжалване на присъдите пред Апелативния състав.
Международният наказателен трибунал за Руанда е първият международен съд, който постановява присъди свързани с геноцида, както е и първият съд, който прави тълкуване на самото понятие геноцид, така както е записано в Женевската конвенция от 1948 година. В допълнение той допринася за развитието на правната доктрина като в практиката си дефинира изнасилването като престъпление по силата на международното наказателно право и го признава като средство за упражняване на геноцид.

## Геноцида в Руанда
Етническият състав на населението в Руанда се състои от три групи – хуту, които са преобладаващата част от населението около 85 %, тутси около 14 % и най-малката по численост група около 1 % туа. Традиционно в страната властта се държи от по-малката група тутси, докато представителите на по-многобройната група хуту са заети в сферата на земеделието.
Редът в страната е установен вследствие на решението на Обществото на народите, след Първата световна война, да предостави на Белгия мандат да управлява Руанда. По това време от белгийска страна се въвеждат документи за самоличност, различни за всяка от етническите групи, с което напрежението между тях се засилва. В допълнение, представителите на тутси се ползват с привилегии за сметка на останалите етнически групи.
През 1959 година в резултат на организирана от хуту революция 300 000 тутси са принудени да напуснат страната, а по-късно през 1961 година кралското семейство, което също принадлежи към групата тутси е изпратено в изгнание. С това се слага край на монархическия период в Руанда, който се заменя с републиканска форма на управление. Руанда официално става независима държава през 1962 година, когато проведеният на територията ѝ референдум потвърждава изборът на народа. Въпреки промяната на конституционната форма на управление проявите на етнически основано насилие не спират.
През 1978 година за президент на страната е избран член на групата хуту – Жовенал Хабиаримана, който впоследствие е преизбран през 1983 и 1988 година. По време на неговото управление Руанда е охваната от гражданска война между правителството на страната от една страна и Патриотичния фронт на Руанда (съставен предимно от бегълци от групата тутси) от друга страна. Войната приключва след провеждане на преговори между двете страни и подписването на споразуменията от Аруша през 1992 година, които постановяват, че Патриотичният фронт, който представлява групата тутси, ще бъде включен в управлението на страната.
В периода април до декември 1994 година на територията на Руанда и съседните и страни са избити между 800, 000 и 1, 000 000 членове на етническата група тутси, както и членове на групата хуту, които са опитали да им окажат помощ и са имали по-умерена политическа позиция. Зад този акт на агресия седят полицейските сили в Руанда и подкрепяните от правителството групи, съставени от екстремистки настроени хуту войници.
Конкретният повод, който дава началото на тези събития е катастрофата на самолета, в който се намират президента Хабуаримана заедно с президента на Бурунди, няма оцелели. Все още не е известно кой е отговорен за катастрофата – дали са екстремистки настроени членове на групата хуту или Патриотичния фронт. След разбиването на самолета въоръжените сили на Руанда заедно с групи от хуту войници започват масово избиване на членовете на тутси и на умерените хуту.

## Създаване на Международния трибунал
В резултат на събитията от 1994 година, действайки съгласно с глава осем от Хартата на ООН, Съвета за сигурност приема Резолюция 955 на 8 ноември 1994 година, с която учредява Международният наказателен трибунал за Руанда. С тези свой действия Съвета има за цел да допринесе за възстановяването на мира в региона и за помирението между етническите групи в страната.
Дейността на Трибунала се урежда от статута му , които е анексиран към Резолюция 955 и от останалите резолюции, приемани от Съвета за сигурност на ООН впоследствие.

## Компетентност на Трибунала за Руанда
Съгласно Резолюция 955, Международния наказателен трибунал за Руанда има правомощия да води дела срещу лицата отговорни за геноцид и други сериозни нарушения на международното хуманитарно право, които са извършени на територията на Руанда или същите престъпления извършени от гражданите на Руанда, но на територията на съседни страни в периода 1 януари 1994 до 31 декември 1994 г.
Юрисдикцията на Трибунала е дефинирана в неговия статут:
- Престъпления извършени в периода 1 януари – 31 декември 1994 г. (чл. 7 – времева ограниченост на юрисдикцията)
- Престъпления извършени на територията на Руанда или съседните ѝ страни (чл. 7 – териториална ограниченост)
- Геноцид по смисъла на чл. 2, престъпления срещу човечеството по смисъла на чл. 3, нарушения на чл. 3 на Женевската конвенция от 12 август 1949 г. и допълнителният протокол от 8 юни 1977 г. за защита на цивилното население по време на война и нарушения на военното право (предметна ограниченост)
- Физически лица

Международният наказателен трибунал няма изключителна компетентност да гледа дела и да постановява присъди на лицата, отговорни за нарушенията на международното хуманитарно право, извършени на територията на Руанда. Той осъществява функциите си на равно с националните съдилища, както е посочено в чл. 8 на Статута. Въпреки това Международния трибунал има предимство пред тези национални съдебни органи и формално може да поиска от тях, в интерес на правосъдието, да му предоставят правомощията си за разследване по всяко едно дело, независимо от етапа, в който се намира. Алтернативно националните съдилища могат да разглеждат на дела, които попадат под юрисдикцията на Трибунала, като Трибунала си запазва правото да има последна дума по присъдата и се прилага правилото non bis in idem, което е записано и в чл. 9 от Статута – никой не бива да бъде изправян пред национален съд за действия, които по същността си са нарушения на международното хуманитарно право и за които вече е бил съден пред Международния наказателен трибунал за Руанда.

## Структура на Трибунала
Международният трибунал за Руанда се състои от три органа:
- Секретариат
- Съдебни състави
- Прокурор

### Съдебни състави
Съдебните състави са три на брои като два от тях разглеждат делата на първа инстанция, а третият е апелативният състав, пред който се обжалват поставените присъди. Апелативният състав на Трибунала за Руанда изпълнява същите функции и по отношение на делата, идващи от Международния наказателен трибунал за бивша Югославия.
Съставите се състоят от независими съдии като шестнадесет от тях са постоянни, а по едно и също време може да има и още девет допълнителни съдии (ad litem), които се назначават за продължителността на едно или няколко конкретни дела. Общият брои на съдиите в Трибунала е двадесет и пет. Избират се от Генералната асамблея на ООН по предложение на Съвета за сигурност. Мандатът на постоянните съдии е четири годишен и е подновяем, а този на ad litem съдиите е еднократен.

### Прокурор
Администрацията на прокурора е разделена в две направления:
- Отдел, който отговаря за събирането на доказателствен материал по делата за геноцид
- Отдел, който отговаря за повдигането на обвинения пред Трибунала и подвеждането под отговорност на извършителите.

### Секретариат
Секретариатът осигурява правни и съдебни услуги на останалите органи на Трибунала. Той е отговорен за административната работа и ежедневната организация на делата в Трибунала.

## Международно сътрудничество
Статутът на Наказателния трибунал изисква от държавите членки на ООН да сътрудничат на органите на Трибунала, които са натоварени с разследването на случаите и преследването на обвиняемите, като изпълняват заповедите на Трибунала за идентифициране, задържане и предаване на лицата. Резолюция 955 на Съвета за сигурност на ООН, по силата на която се създава Трибунала е обвързваща за всички страни членки на организацията. В случай, че държава не съдейства на Трибунала в съответствие с чл. 28 от Статута, председателят на Трибунала може да докладва за това на Съвета за сигурност, съгласно чл. 27 на Правилата за процедиране и доказателства, с цел да бъдат предприети необходимите мерки.
Държавите членки оказват съдействие на Трибунала като арестуват заподозрените лица, осигуряват затвори, в който да бъдат задържани лицата осъдени от Трибунала, подпомагат транспортирането на свидетели и правят доброволни дарения на финансови или други необходими средства.

## Съдебна практика

### Делото срещу Жан Пол Акайесу
По време на събитията от 1994 година, Жан Пол Акайесу  е кмет на общнината Таба в Руанда и в това си качество е отговорен за поддържането на реда на територията ѝ.
Обвинението срещу него включва: геноцид, съучастие в геноцид, подбуждане към геноцид и директно и индиректно участие в извършването на геноцид. Що се отнася до директното му участие в престъпленията, отговорност се търси за действията му начело на общнината Таба. По време на геноцида в Руанда много членове на племето тутси търсят убежище в кметството на Таба, където повече от 2000 от тях са жестоко убити. В допълнение на това голям брой от жените от този етнос са обект на сексуално насилие от повече от един извършител, както и осакатяване, като това често се случва публично. Полицай действащи под командването на Акайесу и самият той взимат участие в някой от тези изнасилвания.
Значението на това дело за правната практика се изразява в това, че за пръв път изнасилването е признато за престъпление по силата на международното наказателно право и като способ за извършване на геноцид. Също така при постановяването на решение по делото за пръв път Международен трибунал тълкува и прилага определението за геноцид по смисъла на Конвенцията за превенция и наказание на престъпленията на геноцида от 1948 г.
В рамките на делото Акайесу е признат за виновен и осъден на доживотен затвор.

### Делото срещу Фердинанд Нахимана, Жан Барайагвиза и Хасан Нгезе
Делото, което остава в историята под името Дело срещу медиите на омразата  започва през октомври 2000 година и се води срещу трима извършители едновременно.
Тримата са обвинени, че стоят зад широка медийна кампания, която има за цел да намали съчувствието у членовете на групата хуту, да покаже племето тутси като враг и в действителност представлява подбуда към геноцид. Нахимана заедно с Баарайагвиза са основатели на радиостанция РТМЛ (Radio Télévision Libre des Mille Collines), която излъчва предавания от юли 1993 до юли 1994 г. и разпространява съобщения, които имат за цел да представят етническата група тутси като врагът, а членовете на племето хуту, които им помагат, като предатели. От своя страна Нгезе е собственик на вестник, който излиза в периода 1990 – 1995 г. и подобно на радиостанцията разпространява съобщения, според които тутси се стремят към това да саботират демократичната система в страната. На 3 декември 2003 г. първоинстанционния съд намира и тримата за виновни по обвиненията за геноцид, заговор за извършването на геноцид, директно и публично подбуждане към геноцид.
В това дело за пръв път международен съд търси отговорност от медиите за разпространяване на съобщения, които подбуждат публиката към извършване на геноцид.

## Статистика
В периода от 1994 година до момента 93 лица са подведени под отговорност пред Международния наказателен трибунал за Руанда, като по 61 от делата са постановени осъдителни присъди, а по 14 – оправдателни. Трибуналът е преотстъпил 10 от делата за разглеждане от националните съдилища, с които си поделя компетентността.
Част от случаите ще останат завършат без постановяване на присъда, поради настъпилата смърт на обвиняемите преди края на процеса (отнася се за 3 на брой дела), още 3-ма от обвиняемите са обявени са бегълци и при 2 от делата обвиненията са свалени преди началото на процеса.